# Lautstärke
Die Lautstärke ist eine umgangssprachliche Bezeichnung für die Stärke des Schalls oder eines Schallereignisses. Es geht dabei entweder um die gemessene oder empfundene Lautstärke an einem bestimmten Ort (Schall-Wirkung) oder um die Stärke einer Schallquelle (Schall-Ursache). Physikalisch ist die Lautstärke messbar als Schalldruck bzw. als Schalldruckpegel. Die Lautstärke wird von Menschen als Lautheit wahrgenommen. Die Psychoakustik beschäftigt sich mit dem Zusammenhang zwischen der menschlichen Empfindung und den physikalischen Messgrößen der Lautstärke.

## Größen zur Beschreibung
Physikalische Größen zur Beschreibung der gemessenen Lautstärke an einem Ort sind:
- Schalldruck mit der Einheit Pascal
- Effektivwert (Standardabweichung) des Schalldrucks über eine gewisse Zeitspanne, mit der Einheit Pascal

Bei folgenden Größen wird zusätzlich das Schallempfinden des Menschen berücksichtigt:
- Schalldruckpegel ist ein logarithmisches Maß für den Effektivwert des Schalldrucks bezogen auf die Hörschwelle des Menschen mit der Einheit dB (Dezibel)
- Lautstärkepegel: Frequenzbewerteter Schalldruckpegel z. B. mit der Einheit dB(A) oder Phon (siehe unten)
- Lautheit mit der Einheit Sone[1] (siehe in Wikipedia auch: Lautheitsberechnung nach Eberhard Zwicker und Stanley Smith Stevens)

Die Lautstärke einer Schallquelle wird charakterisiert durch die abgestrahlte Schallenergie (in Joule bzw. Wattsekunden), oder durch die Schallleistung (in Watt). Die gemessene Lautstärke (Schalldruck) hängt vom Abstand zur Schallquelle ab: Im Freifeld gilt das Abstandsgesetz (1/r-Gesetz) für den Effektivwert der Schalldrucks, d. h. der Schalldruck nimmt indirekt proportional zum Abstand r ab.
Daneben gibt es noch eine Vielzahl weiterer Schallfeldgrößen.

## Lautstärkepegel

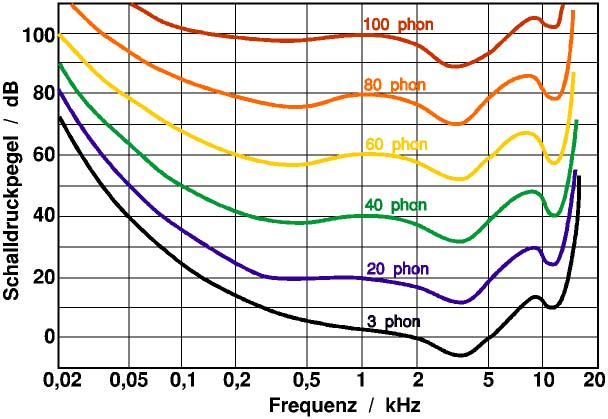
Kurven gleicher Lautstärkepegel, ältere Abbildung

Der Lautstärkepegel ist ein psychoakustisches Vergleichsmaß: Es beschreibt, welchen Schalldruckpegel ein Sinuston mit einer Frequenz von 1000 Hz haben müsste, damit dieser Ton genauso laut empfunden wird, wie das beurteilte Hörereignis. Bei einer Schall-Frequenz von 1000 Hz stimmen Schalldruckpegel, gemessen in Dezibel, und Lautstärkepegel, gemessen in Phon, überein. Für Sinustöne anderer Frequenzen sowie für komplexe Schallereignisse sind dagegen andere Schalldruckpegel erforderlich, um den gleichen Lautstärkeeindruck zu erzielen. Welcher Schalldruckpegel für einen Einzelton bei welcher Frequenz erforderlich ist, um jeweils den gleichen Lautstärkeeindruck zu erzielen, ist in den „Kurven gleicher Lautstärkepegel“ (Isophone) beschrieben. Die Frequenzbewertung durch Kurven gleicher Lautstärkepegel sind festgehalten in DIN 45630 Blatt 2 und der ISO R 226 von 1961; siehe auch ältere Abbildung. Im Jahr 2003 wurde eine überarbeitete Version der Norm (ISO 226:2003) vorgelegt, in der die Kurven auf Basis der Forschungsergebnisse der vergangenen 20 Jahre neu festgelegt wurden; siehe Weblinks.
Dabei gilt für die dB-Skala:
- Erhöhung des Schalldruckpegels um +6 dB entspricht einer Verdoppelung des Schalldrucks
- Erhöhung des Schalldruckpegels um +40 dB entspricht dem 100-fachen Schalldruck.
- Erhöhung des Lautstärkepegels um +10 Phon entspricht einer Verdoppelung der wahrgenommenen Lautheit (gilt bei >40 Phon)

## Lautheit

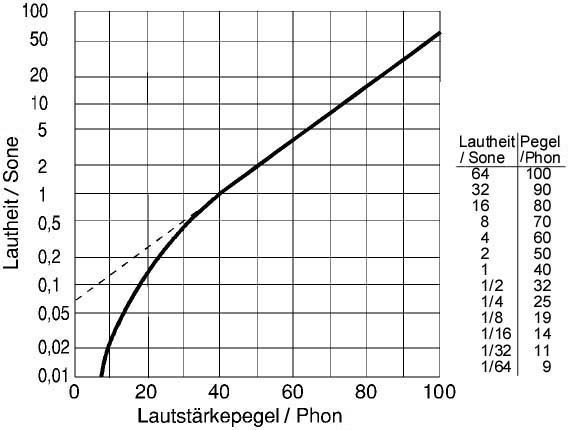
Zusammenhang zwischen Sone und Phon

Die Lautheit in Sone macht eine direkte Aussage darüber, wie laut ein Mensch den Schall empfindet. Die Lautheit in Sone ist eine psychoakustische Größe, die auf den Isophonen des Lautstärkepegels aufbaut. Ein Schall mit dem Lautstärkepegel von 40 phon erhält die Lautheit 1 sone. Ein doppelt so laut empfundener Schall erhält den doppelten Lautheitswert, ein halb so laut empfundener Schall den halben Lautheitswert. DIN 45631 bzw. ISO 532 B beschreiben Messverfahren für die Lautheitsmessung breitbandiger Signale.
Eine Aussage, ob ein Schallereignis „angenehm“ und/oder „unangenehm“ wahrgenommen wird, ist aus der Lautstärke allein nicht abzuleiten.
Lautstärkepegel in Phon und Lautheit in Sone lassen sich ineinander umrechnen, aber nicht in dB als bewertete Schalldruckpegel. Die Richtlinien zur Schallmessung und -bewertung benutzen bewertete Schalldruckpegel, welche die empfundene Lautstärke weniger genau als Lautheitsmessungen wiedergeben, dafür aber wesentlich einfacher zu handhaben sind.

## Musik
In der Musik ist die Lautstärke einer der musikalischen Parameter des Einzeltons; eine genauere Bezeichnung wäre „psychoakustische Tonstärke“.

## Tontechnik
Im Bereich der Tontechnik kommen unterschiedliche Arten von Pegelmessern zum Einsatz. Als Aussteuerungsmesser in der Produktion werden meistens schnell reagierende Peakmeter (QPPM, Quasi Peak Programme Meter) mit definierter Integrationszeit nach DIN 45406 (IEC 268-10, ARD Pf 3/6) eingesetzt. Sie stellen einen Kompromiss zwischen schnellem Ansprechen (≈ 10 ms) zum Schutz des elektrischen Systems und einer näherungsweise gehörbezogenen Pegelmessung dar. Zur Kontrolle der Lautheit kommen meistens nach ITU BS.1770 normierte Lautheitsmesser mit LKFS-Anzeige (Lautheit, K-bewertet, bezogen auf Digital Full-Scale) zum Einsatz. Vereinzelt finden sich auch noch VU-Meter (VU, Volume Units) mit einer Integrationszeit von etwa 300 ms (nach ANSI C 16.5 oder IEC 268-17).
Zur Schallpegelmessung im Bereich der Tontechnik, beispielsweise zur Einmessung von Studiomonitoren oder zur Überwachung von Beschallungssystemen, kommen Schallpegelmesser mit A- oder C-Bewertung zum Einsatz; siehe Bewertungskurven.

## Beispiele
Vergleich Schalldruck (Effektivwert) in Pascal, unbewerteter Schalldruckpegel in dB (Referenzpegel = 20 µPa) und Lautheit in Sone (Schallimmissionswerte):
| Situation und Schallquelle                | Schalldruck (Effektivwert) {\displaystyle {\tilde {p}}} Pascal | unbewerteter Schalldruckpegel Lp dB re 20 µPa | Lautheit sone   |
| ----------------------------------------- | -------------------------------------------------------------- | --------------------------------------------- | --------------- |
| Schmerzschwelle                           | 100 Pa                                                         | 134 dB                                        | ≈ 676 sone      |
| Gehörschäden bei kurzfristiger Einwirkung | 20 Pa                                                          | ab 120 dB                                     | ≈ 256 sone      |
| Düsenflugzeug 100 m entfernt              | 6,3–200 Pa                                                     | 110–140 dB                                    | ≈ 128–1024 sone |
| Presslufthammer, 1 m entfernt / Diskothek | 2 Pa                                                           | ≈ 100 dB                                      | ≈ 64 sone       |
| Gehörschäden bei langfristiger Einwirkung | 0,36 Pa                                                        | ab 85 dB                                      | ≈ 22 sone       |
| Hauptverkehrsstraße, 10 m entfernt        | 0,2–0,63 Pa                                                    | 80–90 dB                                      | ≈ 16–32 sone    |
| Pkw, 10 m entfernt                        | 0,02–0,2 Pa                                                    | 60–80 dB                                      | ≈ 4–16 sone     |
| Fernseher in 1 m Zimmerlautstärke         | 0,02 Pa                                                        | ca. 60 dB                                     | ≈ 4 sone        |
| Normale Unterhaltung, 1 m entfernt        | 2·10−3 – 6,3·10−3 Pa                                           | 40–50 dB                                      | ≈ 1–2 sone      |
| Sehr ruhiges Zimmer                       | 2·10−4 – 6,3·10−4 Pa                                           | 20–30 dB                                      | ≈ 0,15–0,4 sone |
| Blätterrauschen, ruhiges Atmen            | 6,3·10−5 Pa                                                    | 10 dB                                         | ≈ 0,02 sone     |
| Hörschwelle bei 2 kHz                     | 2·10−5 Pa                                                      | 0 dB                                          | 0 sone          |

| sone | 1  | 2  | 4  | 8  | 16 | 32 | 64  | 128 | 256 | 512 | 1024 |
| phon | 40 | 50 | 60 | 70 | 80 | 90 | 100 | 110 | 120 | 130 | 140  |